# Gustebis

Siegel des Nicolaus von Gustebis (1378) in Siebmachers Wappenbuch

von Gustebis (auch Josteber, Gustebysze, Justebyze, Gustebyser, Güstebiese, Justewezen) ist ein altes adliges Rittergeschlecht der Mark Brandenburg, welches sich 1336 nach dem Dorfe Gustebis (Güstebiese) nannte.

## Geschichte
Woher die Familie stammt, ist nicht überliefert, aber es wird erwähnt, dass die Mörner ihre Vettern und ihr Hauptwohnsitz in Grüneberg (Golice), heute Ortschaft der Gemeinde Zehden (Cedynia) gewesen sein soll. Im deutschen Herold wird behauptet, dass die Familie anhand des Siegels von Nicolaus von Gustebis aus dem Lande Dramburg und Schivelbein stammt.
Viel findet man nicht mehr, da die Rote Armee 1945 nach Ende des Krieges einiges an Archivmaterial, z. B. in Königsberg (Neumark), vernichtet hat.
Erstmals erwähnt wurde die Familie, als der Markgraf Ludwig der Ältere am 18. Juni 1336 die Gebrüder Henning, Tydeke, Peter und Johann mit einem Viertel des slawischen Fischerdorfs am Rande des Oderbruches mit Namen Gustebis (heute Gozdowice) und der Hälfte des Dorfes Lugin (Letschin) belehnte.
In den Jahren 1367–1450 war ein Teil von Grüneberg im Besitz der Familie Gustebis. Im Jahr 1455 gehörte das Dorf vorübergehend Christoph Egliger, dem letzten Landesbürgermeister des Deutschen Ordens in der Neumark. Nach seinem Tod wurde die Siedlung vom Johanniterorden übernommen.
Die Ritter von Güstebiese machten damals zusammen mit Ihren Vettern Mörner aus Zellin von ihrer Raubritterburg in Güstebiese die Oderschifffahrt und das Land zu beiden Seiten der Oder unsicher.
Markgraf Otto von Brandenburg legte 1368 den Burgmannen des neuen Hauses Stolzenburg die Rechte der Reichsburgmannen auf den Ganerben-Schlössern zu Friedberg und Gelnhausen (Wetterau) bei. Unter den Burgmannen ist Henning Gustebis mit seinen Vettern Otto, Tydecke und Reincke Mörner, sowie Henning Plötz.
Nicolaus von Güstebiese siegelte 1378 eine Urkunde, welche sich im Archiv der Stadt Chojna befindet.
Die Brüder Hans und Claus Gustebesen verkauften am 31. März 1378 dem Altaristen der Marienkirche zu Königsberg eine Hebung von zwei Höfen und Hufen ihres Dorfes Zelchow (Dürren-Selchow). Bürgschaft leisteten Peter, Hans der Ältere und Henning Gustebesen.
1379 verkauften Peter, Henning, Klaus und Hans von Gustebise das Dorf Letschin an den Bischof von Lebus.
Christian von Wedel verpfändete am 13. Januar 1386 der Kirche zu Königsberg auf vier Jahre 2 Messbücher. Bürgen waren Peter Gustebese und sein Sohn Peter.
Wigel Gustebese verbürgte sich mit anderen Leuten am 26. Mai 1391 für den Henning Konekens vor dem Rat zu Königsberg.
In einem Verzeichnis der Ritter und Knappen in der Neumark von 1402, die dem Orden gehuldigt haben, findet sich neben der Familie Mörner auch die Familie Josteber (Gustebis).
Im Juni 1407 schlossen die Adligen Michael von Sydow, Wedego von Wedel und mehrere andere einen Frieden mit dem Raubritter Dietrich von Quitzow aus der Uckermark, nachdem beide Parteien Zwistigkeiten miteinander ausgetragen hatten. Urheber war offenbar ein neumärkischer Ritter von Güstebiese.
1409 verklagte Petrus Bleyse Bürger zu Königsberg (Neumark) den Hermen Justebyze, der dem Dyderyk von Qwyczow (Dietrich von Quitzow) Hengst und Harnisch nahm, wofür dieser ihn ergriffen und vergewaltigt hat.
1429 verkauften die Güstebiese zu Grüneberg dem Henning Brandenburg zu Königsberg eine Rente.
Am 11. November 1433 gelobten einige Leute sich von der Sache der Städte der Neumark nicht zu trennen, unter ihnen der Peter Gustebise.
Curt Gustebise zu Grüneberg verkaufte 1446 Hufen im Dorfe Wregh an den Merten von Schöning zu Grabe.
Um 1446/47 wurden von den Brüdern von Güstebiese an der Oder mehrere Kaufleute überfallen. Über diesen Fall informierte den Hochmeister der damalige Vogt von Schivelbein, der anregte, die Güstebieseschen Güter, sechs Dörfer in unmittelbarer Zehdener Umgebung im Wert von etwa 6000 Gulden, als verfallen einzuziehen. Im Streit um die Beute wurde Michael von seinem Bruder Konrad (Curt) von Güstebiese erschlagen. Dieser wurde später in Königsberg in den Turm geworfen und schwörte am 6. Juli 1449 in Soldin (Myślibórz) dem Vogt der Neumark Urfehde.
Liboria von Güstebiese war 1452 Klosterjungfrau in Zehden und die Dorothea von Güstebiese war 1452 Priorin und 1469 Äbtissin von Zehden.
Nach dem Aussterben der Familie von Gustebis ging das Dorf 1466 in den Besitz des Johanniterordens über.

## Besitztümer
Güstebiese (Gozdowice), Letschin, Grüneberg (Golice), Bellinchen (Bielinek), Zäckerick (Siekierki), Altrüdnitz (Stara Rudnica) und Zelchow (Dürren-Selchow), heute Żelichów.

## Wappen / Siegel
Das Siegel zeigt eine mit den bewurzelten Knollen ausgerissene Binse (Wasserpflanze). Andere Heraldiker bezeichneten es auch als Zwiebel.